# Перла (месторождение)
Перла — газоконденсатное месторождение в Венесуэле. Расположено в Венесуэльском заливе. Открыто в ноябре 2009 года. Запасы газа составляет более 160 млрд м³. Месторождение Перла входит в проект Кардон-4.
Оператором проекта Кардон-4 является СП Cardon IV SA (Repsol YPF, Eni SpA — 50 %).